# Pomacentrus nigromarginatus
Pomacentrus nigromarginatus es una especie de peces de la familia Pomacentridae en el orden de los Perciformes.

## Morfología
Los machos pueden llegar alcanzar los 8 cm de longitud total.

## Hábitat
Es un pez de mar.

## Distribución geográfica
Se encuentran en Indonesia ( Flores y Islas Molucas), Australia Occidental, norte de la Gran Barrera de Coral, Mar del Coral, Papúa Nueva Guinea, Islas Salomón, Filipinas, Taiwán y Islas Ryukyu.